# Caspar Aquila
Caspar Adler Aquila (Augusta, 1488 – Saalfeld, 1560) è stato un teologo tedesco.

## Biografia

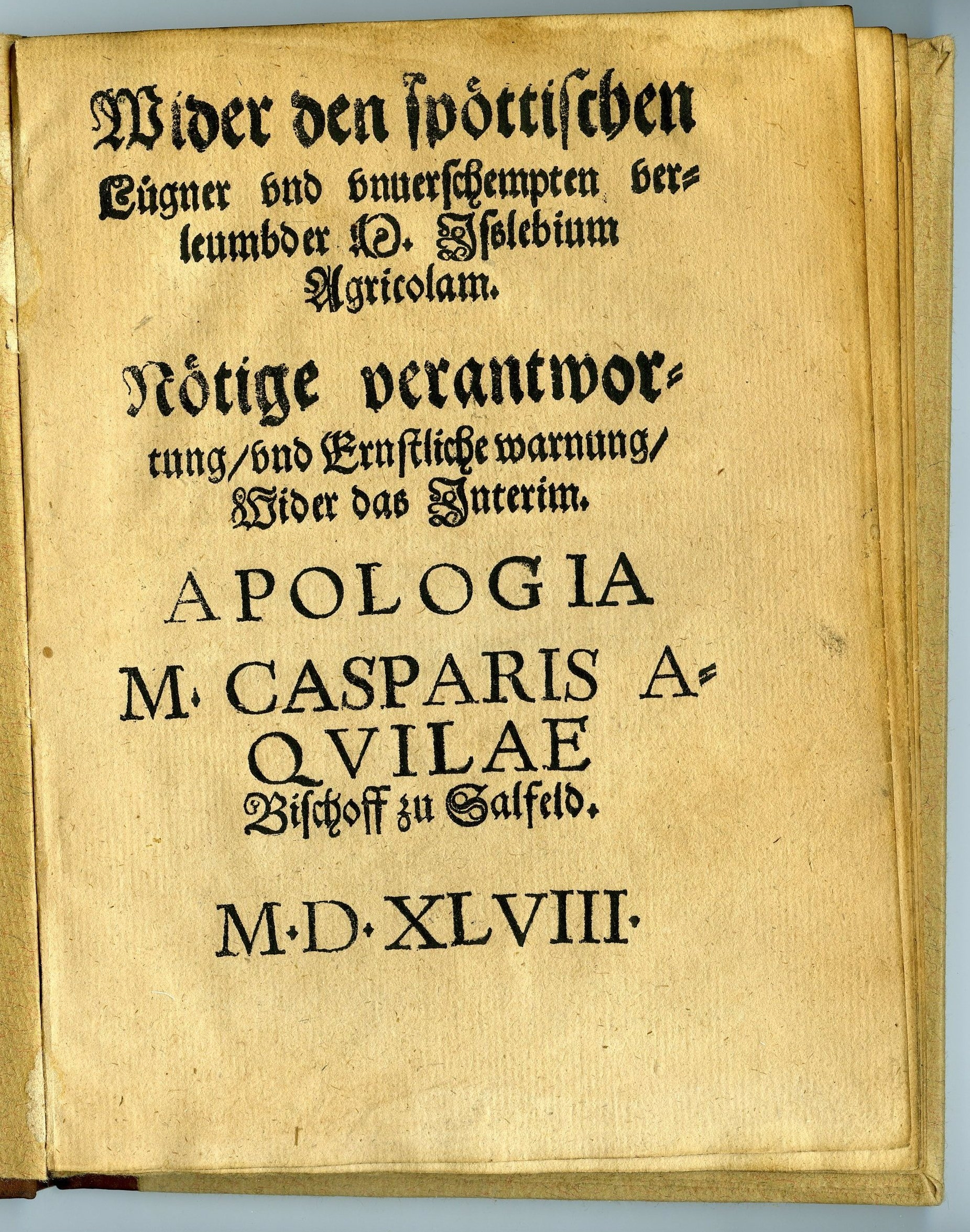
Wider den spöttischen Lügner und unverschämten Verleumder M. Isleblum Agricolam (Resistete al bugiardo beffardo e sfacciato calunniatore M. Isleblum Agricolam). Frontespizio originale dell'Apologia scritta da Caspar Aquila nel 1548

Dopo essersi formato ad Aquisgrana, ad Ulm (nel 1502), in Italia (incontrò Erasmo da Rotterdam a Roma) e a Berna nel 1508, studiò teologia a Lipsia nel 1510, quindi a Wittenberg (1513). Secondo suo figlio, fu ordinato presbitero nell'agosto del 1514, mentre era a Berna. Per qualche tempo fu cappellano militare.
Nel 1516, divenne pastore a Jengen, presso Augusta, ove introdusse le idee della Riforma. 
Proclamando apertamente la sua adesione alla dottrina di Martin Lutero, per ordine del vescovo di Augusta fu imprigionato per sei mesi a Dillingen. Condannato a morte, la pena gli fu commutata nell'esilio grazie ai buoni uffici di Isabella d'Asburgo, moglie di Cristiano II di Danimarca e sorella di Carlo V. 
Tornato a Wittenberg, incontrò Lutero, e fu maestro dei figli di Franz von Sickingen presso la città di Ebernburg (oggi Bad Münster am Stein-Ebernburg). Dopo l'assedio di Ebernburg da parte di Richard von Greiffenklau zu Vollrads, l'arcivescovo di Treviri, il 6 giugno 1523 tornò a Wittenberg per insegnare l'ebraico, e aiutò Lutero nello sviluppo della sua versione del Vecchio Testamento con tale impegno da far esclamare allo stesso Lutero Wenn die Bibel verloren würde, so wollte ich sie wieder bei Aquila finden! ("Se la Bibbia andasse perduta, vorrei ritrovarla in Aquila").
Notizie e date circa la sua carriera sono incerte sino al 1517, quando divenne pastore a Saalfeld grazie all'appoggio di Lutero. Nel 1528 fu promosso a sovrintendente (carica corrispondente al vescovo) della città. Nel 1530 prese parte alla Dieta di Augusta. Nel 1548, reagendo in modo veemente all'Interim di Augusta, scrisse Christliche Bedenken auf das Interim (Pensieri cristiani sull'Interim) e Das Interim illuminiert (L'illuminato Interim), attirandosi un mandato di cattura emesso a suo carico da Carlo V in persona, con una taglia di 5.000 fiorini. Entrò quindi in clandestinità e si rifugiò provvisoriamente a Rudolstadt presso la contessa Katharina von Schwarzburg-Rudolstadt.  Nel 1550 fu nominato decano della collegiata di Schmalkalden.  Quivi sostenne una controversia con Andreas Osiander. Dopo la pace di Passau, nel 1552, rientrò  - non senza opposizioni - a Saalfeld e qui rimase proseguendo la detta controversia, sino alla sua morte.
Si sposò due volte, e gli sopravvissero quattro figli.

## Opere
Pubblicò numerosi sermoni, alcune note sul Vecchio Testamento ed alcune controversie. Oltre alle opere già citate, sono degne di nota:
- Christliche Erklärung des kleinen Katechismus etc. (Una illustrazione del Piccolo Catechismo, ecc., Augusta, 1538)
- Fragstücke der ganzen christlichen Lehre (Questioni sull'intero insegnamento cristiano on the entire Christian teaching; diverse edizioni a partire dal 1547)